# Pyoco Pyoco Ultra
Singles de Morning Musume
Kono Chikyū no Heiwa...
(14 septembre 2011) Ren'ai Hunter
(11 avril 2012)
Singles par Mobekimasu
Busu ni Naranai...
(16 novembre 2011)
Pyoco Pyoco Ultra ou Pyocopyoco Ultra (ピョコピョコ ウルトラ, Pyoko Pyoko Ultra, officiellement transcrit en pyoco...) est le 48e single de Morning Musume.

## Présentation
Le single, écrit et produit par Tsunku, sort le 25 janvier 2012 au Japon sur le label zetima, quatre mois après le précédent single du groupe, Kono Chikyū no Heiwa wo Honki de Negatterun da yo!. Il atteint la 3e place du classement des ventes de l'Oricon, et reste classé pendant quatre semaines ; malgré ce bon classement, il est alors le single le moins vendu du groupe, titre précédemment détenu depuis plus de quatre ans par le single Mikan. Le single sort également dans trois éditions limitées notées "A", "B", et "C", avec des pochettes différentes et contenant chacune en supplément un DVD différent. Il sort aussi au format "single V" (DVD) contenant le clip vidéo une semaine plus tard, le 1er février 2012.
C'est le premier single du groupe à sortir après le départ de Ai Takahashi, qui a quitté le groupe en septembre précédent, et c'est le premier avec les quatre nouvelles membres de la "dixième génération" intégrée quatre mois auparavant.
La chanson-titre est utilisée comme générique d'ouverture de la série télévisée Sūgaku Joshi Gakuen mettant en vedette Sayumi Michishige et Reina Tanaka entourées des membres du Hello! Project. Elle figurera sur l'album 13 Colorful Character qui sort sept mois plus tard.

## Formation
Membres du groupe créditées sur le single :
- 5e génération : Risa Niigaki
- 6e génération : Sayumi Michishige, Reina Tanaka
- 8e génération : Aika Mitsui
- 9e génération : Mizuki Fukumura, Erina Ikuta, Riho Sayashi, Kanon Suzuki
- 10e génération (début) : Haruna Iikubo, Ayumi Ishida, Masaki Satō, Haruka Kudō

## Liste des titres
Single CD
1. Pyoco Pyoco Ultra (ピョコピョコ ウルトラ?)
2. Kanashiki Koi no Melody (悲しき恋のメロディー?)
3. Pyoco Pyoco Ultra (Instrumental) (ピョコピョコ ウルトラ...?)

DVD de l'édition limitée "A"
1. Pyoco Pyoco Ultra (Dance Shot Ver.) (ピョコピョコ ウルトラ...?)

DVD de l'édition limitée "B"
1. Pyoco Pyoco Ultra (Close-up Ver.) (ピョコピョコ ウルトラ...?)
2. Morning Musume 10ki Member Iikubo Haruna Interview (モーニング娘。10期メンバー 飯窪春菜インタビュー?)
3. Morning Musume 10ki Member Ishida Ayumi Interview (モーニング娘。10期メンバー 石田亜佑美インタビュー?)

DVD de l'édition limitée "C"
1. Pyoco Pyoco Ultra (Lip Ver.) (ピョコピョコ ウルトラ...?)
2. Morning Musume 10ki Member Sato Masaki Interview (モーニング娘。10期メンバー 佐藤優樹インタビュー?)
3. Morning Musume 10ki Member Kudo Haruka Interview (モーニング娘。10期メンバー 工藤遥インタビュー?)

Single V (DVD)
1. Pyoco Pyoco Ultra (ピョコピョコ ウルトラ?) (clip vidéo)
2. Pyoco Pyoco Ultra (Another Ver.) (ピョコピョコ ウルトラ ...?)
3. Making Eizô (メイキング映像?)